# Ahn Byeong-keun
Ahn Byeong-keun (in hangŭl: 안병근; 23 febbraio 1962) è un ex judoka sudcoreano.

## Palmarès

### Olimpiadi
- 1 medaglia:
  - 1 oro (Los Angeles 1984 nei -71 kg)

### Mondiali
- 1 medaglia:
  - 1 oro (Seul 1985 nei -71 kg)

### Giochi asiatici
- 1 medaglia:
  - 1 oro (Seul 1986 nei -71 kg)